# Leichtathletik-Weltmeisterschaften 2022/1500 m der Frauen

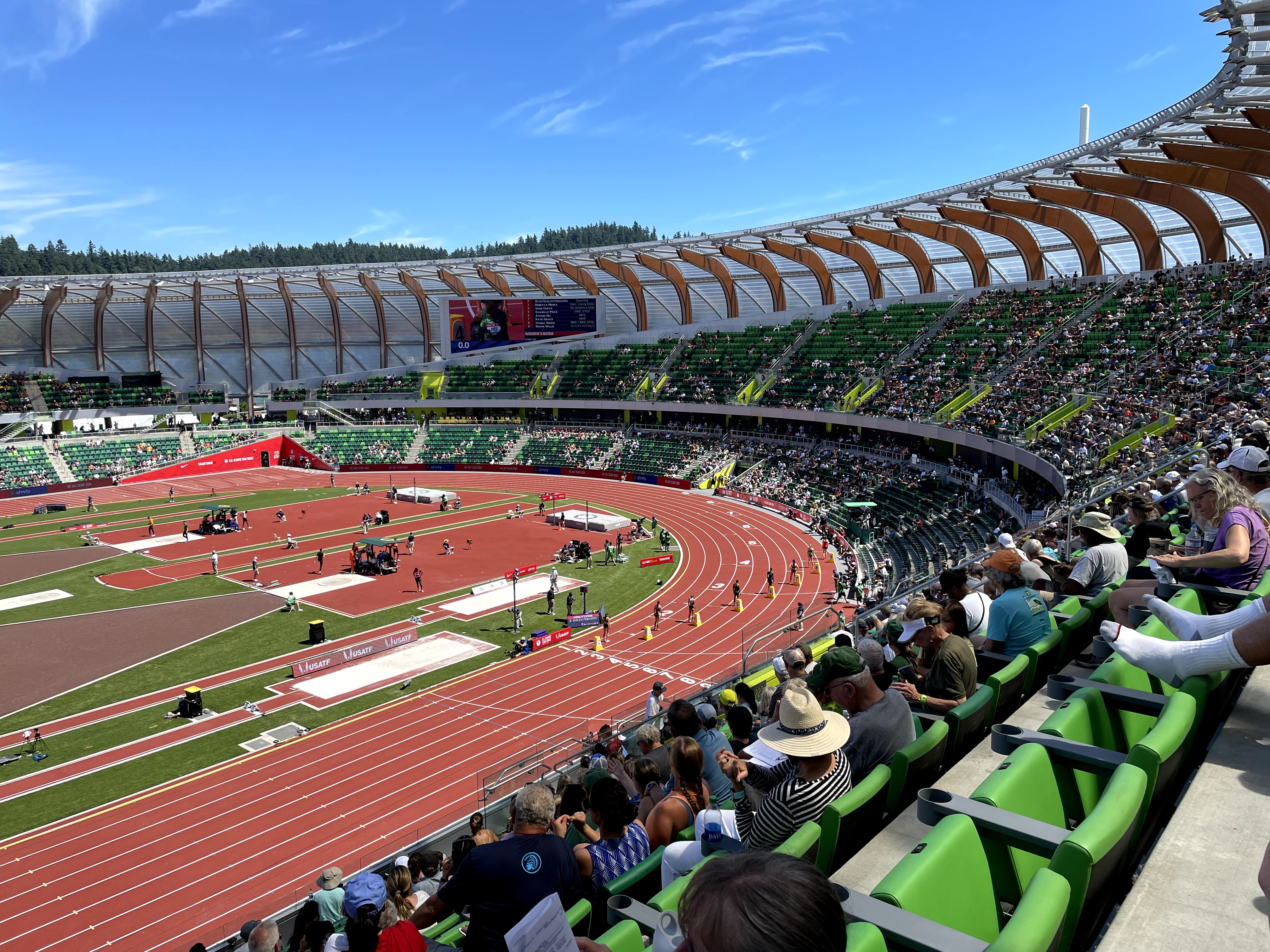
Das Stadion New Hayward Field im Jahr 2021

Der 1500-Meter-Lauf der Frauen bei den Leichtathletik-Weltmeisterschaften 2022 wurde vom 15. bis 18. Juli 2022 im Hayward Field der Stadt Eugene in den Vereinigten Staaten ausgetragen.
Weltmeisterin wurde die zweifache Olympiasiegerin (2016/2021), Weltmeisterin von 2017 und zweifache Vizeweltmeisterin (2015/2019) Faith Kipyegon aus Kenia. Sie gewann vor der äthiopischen Olympiadritten von 2021 und WM-Dritten von 2019 Gudaf Tsegay, die hier in Eugene fünf Tage später das Rennen über 5000 Meter für sich entschied. Bronze ging an die britische Olympiazweite von 2021 und amtierende Europameisterin Laura Muir.

## Bestehende Rekorde
| Weltrekord | Genzebe Dibaba | 3:50,07 min | Herculis (IAAF Diamond League), Monaco | 17. Juli 2015   |
| WM-Rekord  | Sifan Hassan   | 3:51,95 min | WM Doha, Katar                         | 5. Oktober 2019 |

Der bestehende WM-Rekord aus dem Jahr 2003 wurde auch bei diesen Weltmeisterschaften nicht erreicht. Die schnellste Zeit erzielte die kenianische Weltmeisterin Faith Kipyegon im Finale mit 3:52,96 min Damit verfehlte sie den Rekord allerdings nur um 1,01 s, Der Weltrekord war um 2,89 s besser und damit auch nicht allzu weit entfernt.

## Vorrunde
15. Juli 2022
Die Vorrunde wurde in drei Läufen durchgeführt. Die ersten sechs Athletinnen pro Lauf – hellblau unterlegt – sowie die darüber hinaus sechs zeitschnellsten Läuferinnen – hellgrün unterlegt – qualifizierten sich für das Halbfinale.

### Vorlauf 1
15. Juli 2022, 18:10 Uhr Ortszeit (16. Juli 2022, 3:10 Uhr MESZ)

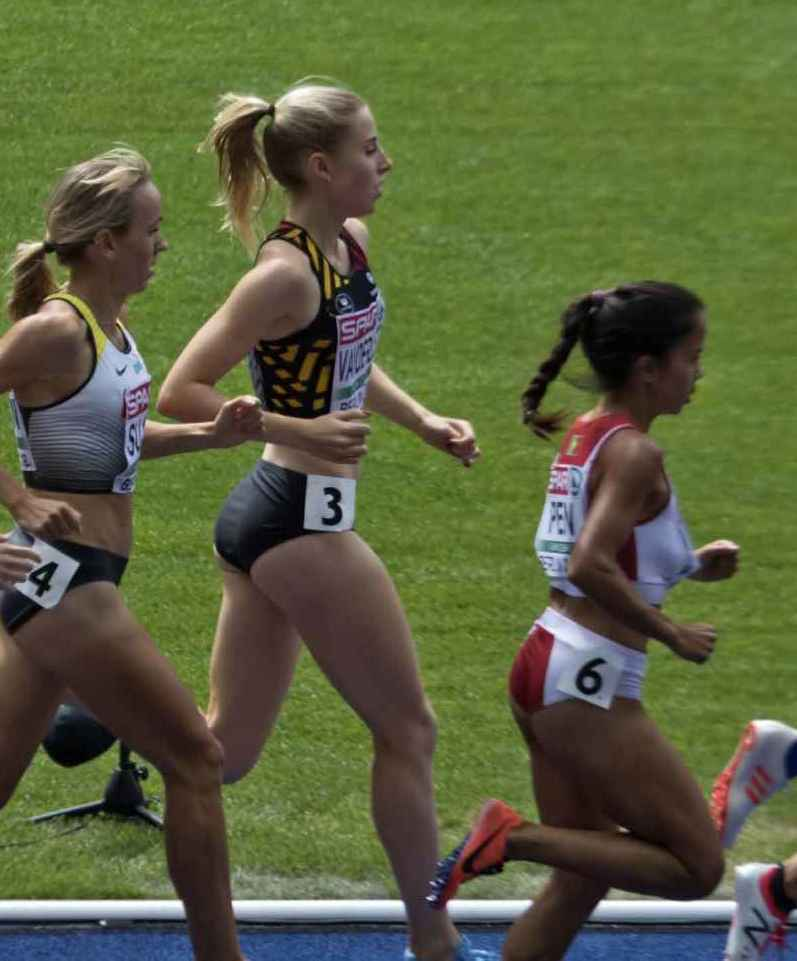
Marta Pen (rechts) – ausgeschieden als Siebte des ersten Vorlaufs
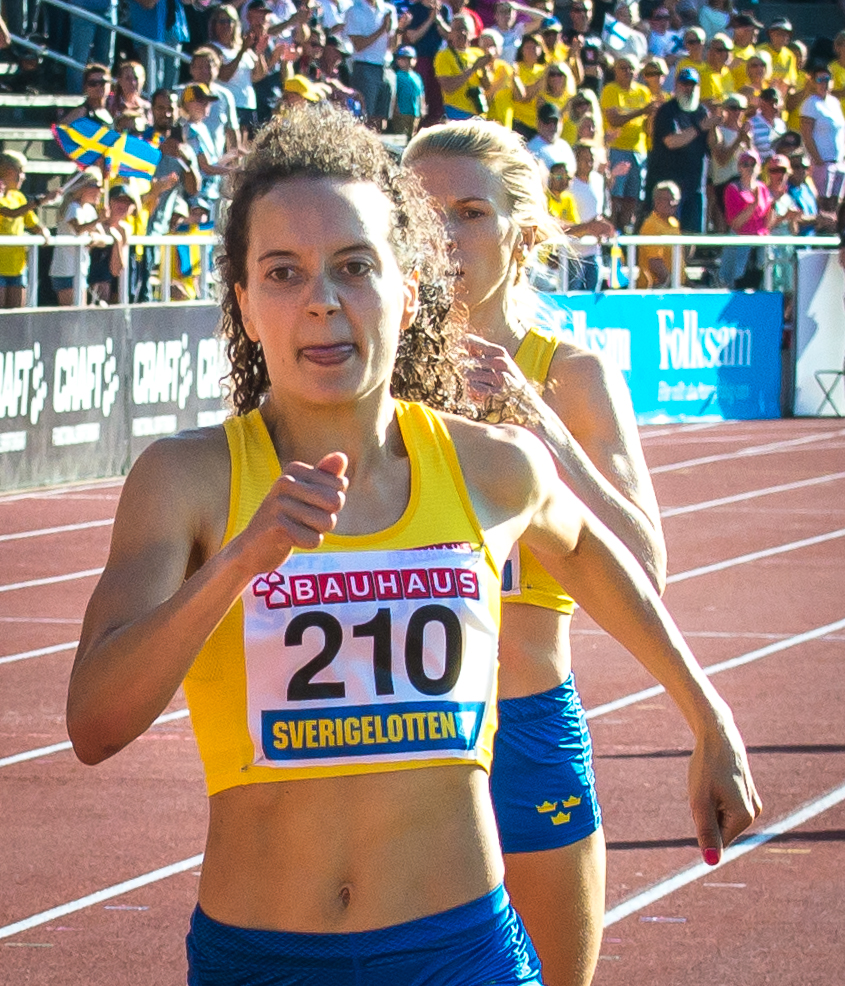
Yolanda Ngarambe – ausgeschieden als Achte des ersten Vorlaufs
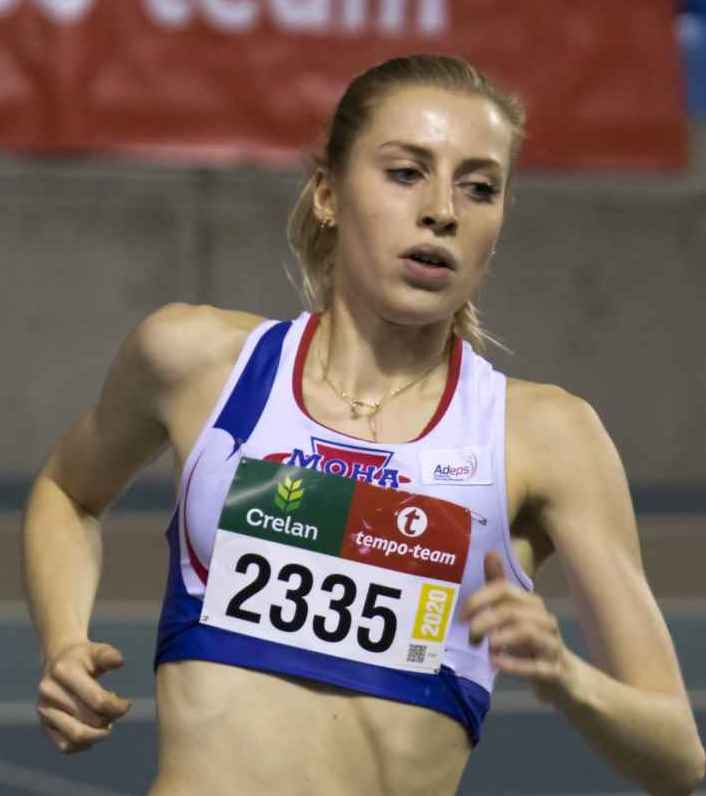
Elise Vanderelst – ausgeschieden als Elfte des ersten Vorlaufs

| Platz | Name              | Nation         | Zeit (min) |
| ----- | ----------------- | -------------- | ---------- |
| 1     | Hirut Meshesha    | Äthiopien      | 4:07,05    |
| 2     | Laura Muir        | Großbritannien | 4:07,53    |
| 3     | Georgia Griffith  | Australien     | 4:07,65    |
| 4     | Sinclaire Johnson | USA            | 4:07,68    |
| 5     | Gaia Sabbatini    | Italien        | 4:07,82    |
| 6     | Kristiina Mäki    | Tschechien     | 4:08,43    |
| 7     | Marta Pen         | Portugal       | 4:08,58    |
| 8     | Yolanda Ngarambe  | Schweden       | 4:09,15    |
| 9     | Judy Kiyeng       | Kenia          | 4:09,30    |
| 10    | Lucia Stafford    | Kanada         | 4:09,67    |
| 11    | Elise Vanderelst  | Belgien        | 4:10,45    |
| 12    | Sarah Healy       | Irland         | 4:11,31    |
| 13    | Şilan Ayyıldız    | Türkei         | 4:12,67    |
| 14    | Ran Urabe         | Japan          | 4:14,82    |

### Vorlauf 2

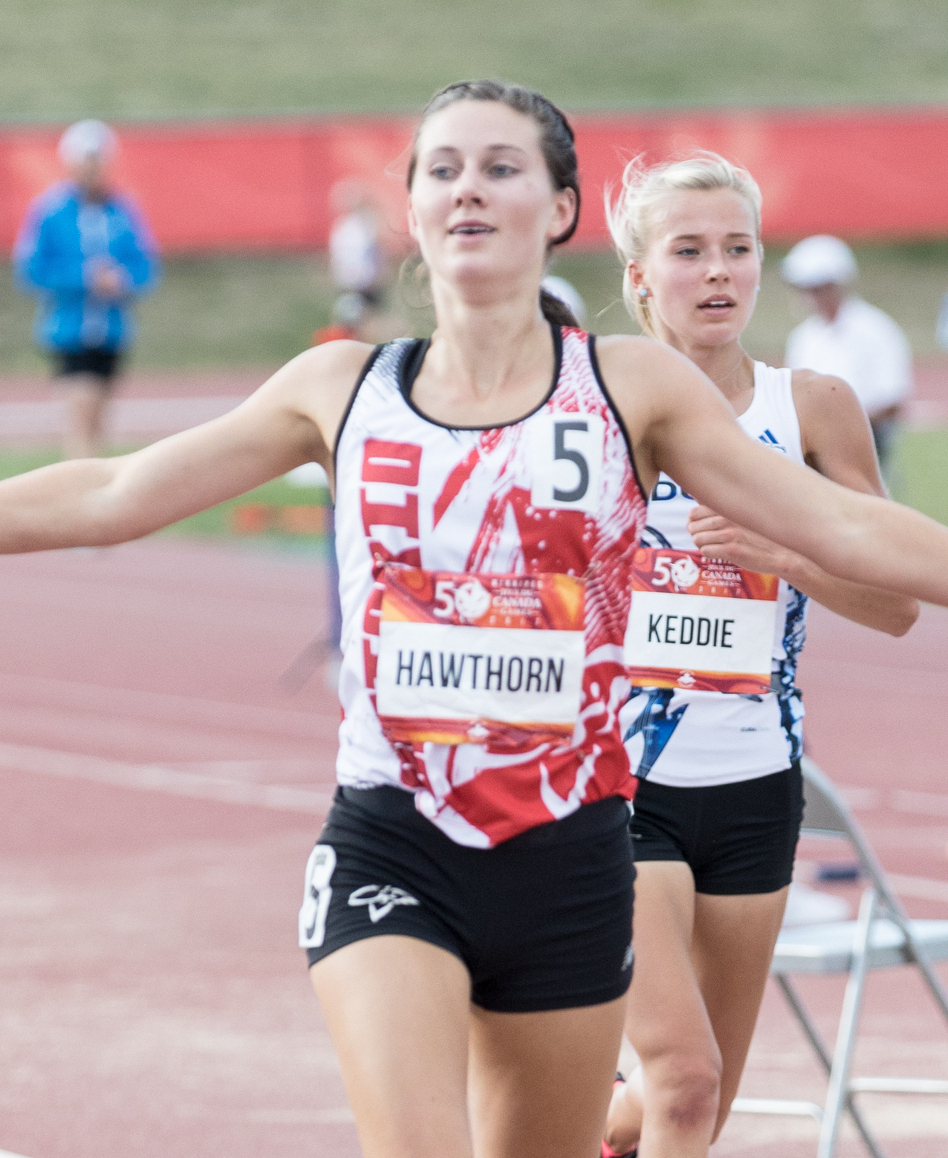
Natalia Hawthorn – ausgeschieden als Dreizehnte des zweiten Vorlaufs
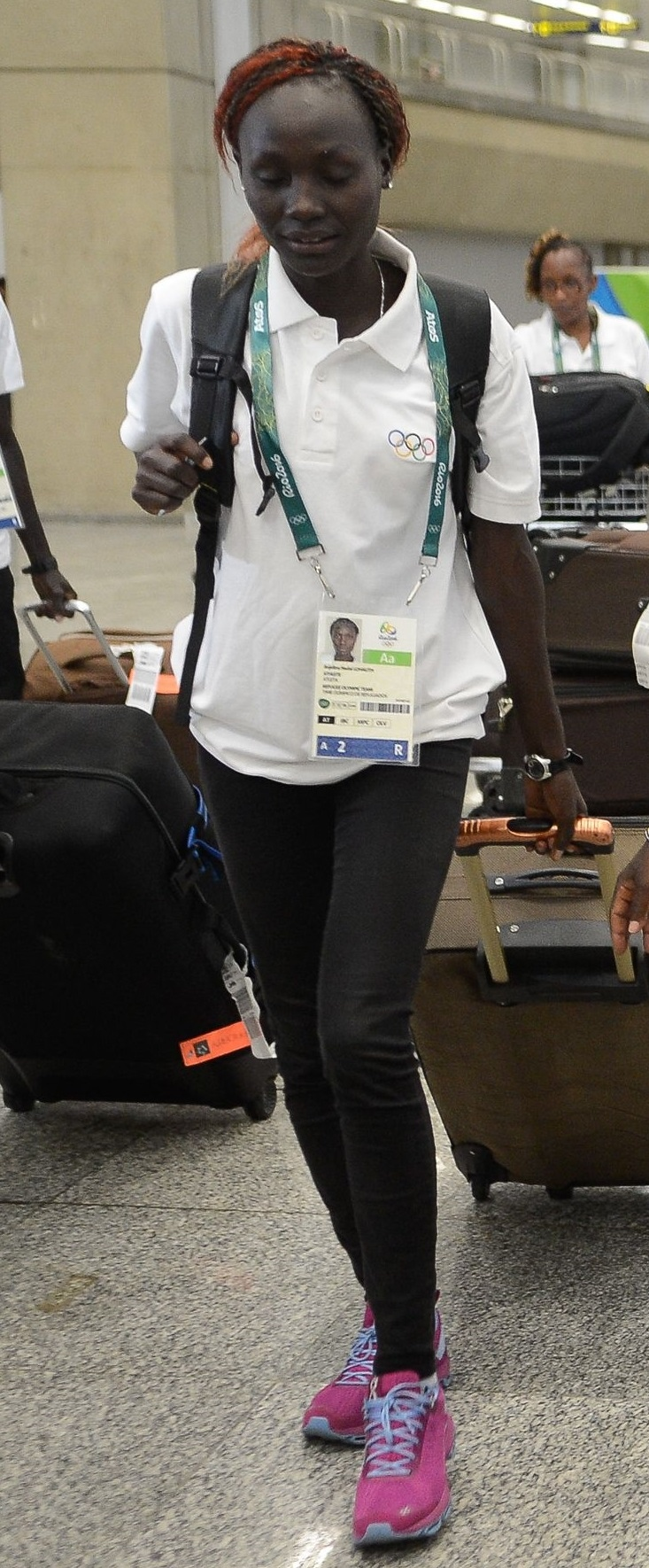
Anjelina Nadai Lohalith – ausgeschieden als Vierzehnte des zweiten Vorlaufs

15. Juli 2022, 18:21 Uhr Ortszeit (16. Juli 2022, 3:21 Uhr MESZ)
| Platz | Name                    | Nation               | Zeit (min) |
| ----- | ----------------------- | -------------------- | ---------- |
| 1     | Faith Kipyegon          | Kenia                | 4:04,53    |
| 2     | Jessica Hull            | Australien           | 4:04,68    |
| 3     | Freweyni Hailu          | Äthiopien            | 4:04,85    |
| 4     | Elle Purrier St. Pierre | USA                  | 4:04,94    |
| 5     | Hanna Klein             | Deutschland          | 4:05,13    |
| 6     | Adelle Tracey           | Jamaika              | 4:05,14    |
| 7     | Nozomi Tanaka           | Japan                | 4:05,30    |
| 8     | Marta Pérez             | Spanien              | 4:05,92    |
| 9     | Hanna Hermansson        | Schweden             | 4:06,30    |
| 10    | Katie Snowden           | Großbritannien       | 4:06,92    |
| 11    | Laura Galván            | Mexiko               | 4:07,25    |
| 12    | Sintayehu Vissa         | Italien              | 4:07,33    |
| 13    | Natalia Hawthorn        | Kanada               | 4:07,37    |
| 14    | Anjelina Lohalith       | Athlete Refugee Team | 4:23,84    |

### Vorlauf 3

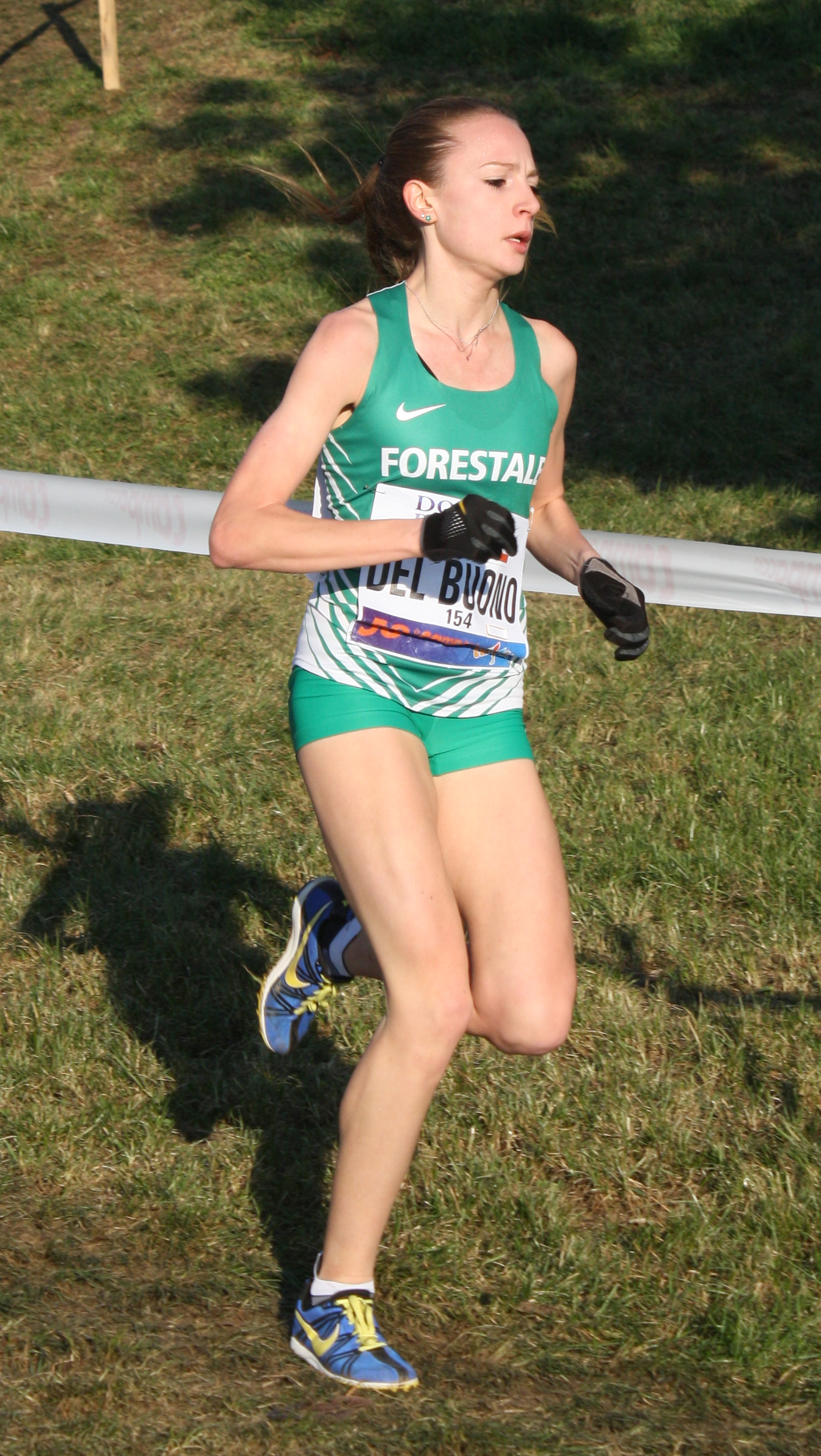
Federica Del Buono – ausgeschieden als Zehnte des dritten Vorlaufs
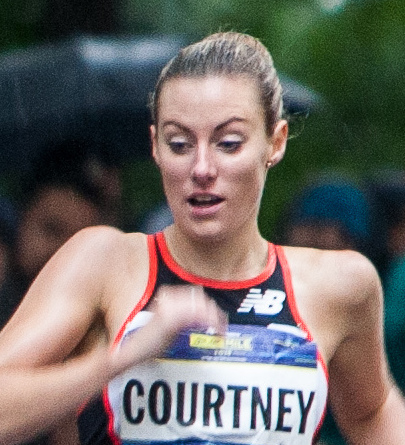
Melissa Courtney-Bryant – ausgeschieden als Elfte des dritten Vorlaufs

15. Juli 2022, 18:32 Uhr Ortszeit (16. Juli 2022, 3:32 Uhr MESZ)
| Platz | Name                    | Nation         | Zeit (min) |
| ----- | ----------------------- | -------------- | ---------- |
| 1     | Gudaf Tsegay            | Äthiopien      | 4:02,68    |
| 2     | Winny Chebet            | Kenia          | 4:03,12    |
| 3     | Linden Hall             | Australien     | 4:03,21    |
| 4     | Sofia Ennaoui           | Polen          | 4:03,52    |
| 5     | Katharina Trost         | Deutschland    | 4:03,53    |
| 6     | Cory McGee              | USA            | 4:03,61    |
| 7     | Winnie Nanyondo         | Uganda         | 4:03,81    |
| 8     | Diana Mezuliáníková     | Tschechien     | 4:06,55    |
| 9     | Edinah Jebitok          | Kenia          | 4:07,12    |
| 10    | Federica Del Buono      | Italien        | 4:08,42    |
| 11    | Melissa Courtney-Bryant | Großbritannien | 4:09,07    |
| 12    | Nathalie Blomqvist      | Finnland       | 4:11,98    |
| 13    | Alma Cortes             | Mexiko         | 4:13,92    |
| 14    | Gresa Bakraçi           | Kosovo         | 4:22,77    |

## Halbfinale
16. Juli 2022
In den beiden Halbfinalläufen qualifizierten sich die jeweils ersten fünf Athletinnenen – hellblau unterlegt – sowie die darüber hinaus zwei zeitschnellsten Läuferinnen – hellgrün unterlegt – für das Finale.

### Halbfinallauf 1
16. Juli 2022, 19:05 Uhr Ortszeit (17. Juli 2022, 4:05 Uhr MESZ)
| Platz | Name                    | Nation         | Zeit (min) |
| ----- | ----------------------- | -------------- | ---------- |
| 1     | Gudaf Tsegay            | Äthiopien      | 4:01,28    |
| 2     | Laura Muir              | Großbritannien | 4:01,78    |
| 3     | Jessica Hull            | Australien     | 4:01,81    |
| 4     | Freweyni Hailu          | Äthiopien      | 4:02,28    |
| 5     | Cory McGee              | USA            | 4:02,74    |
| 6     | Winny Chebet            | Kenia          | 4:03,08    |
| 7     | Marta Pérez             | Spanien        | 4:04,24    |
| 8     | Hanna Klein             | Deutschland    | 4:04,62    |
| 9     | Linden Hall             | Australien     | 4:04,65    |
| 10    | Hanna Hermansson        | Schweden       | 4:04,70    |
| 11    | Elle Purrier St. Pierre | USA            | 4:09,84    |
| 12    | Kristiina Mäki          | Tschechien     | 4:21,67    |

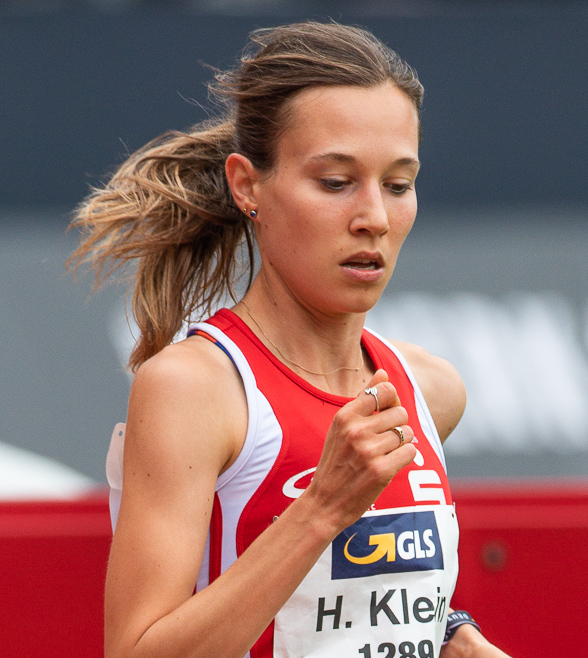
Hanna Klein – ausgeschieden als Achte des ersten Halbfinals

Weitere im ersten Halbfinale ausgeschiedene Läuferinnen:

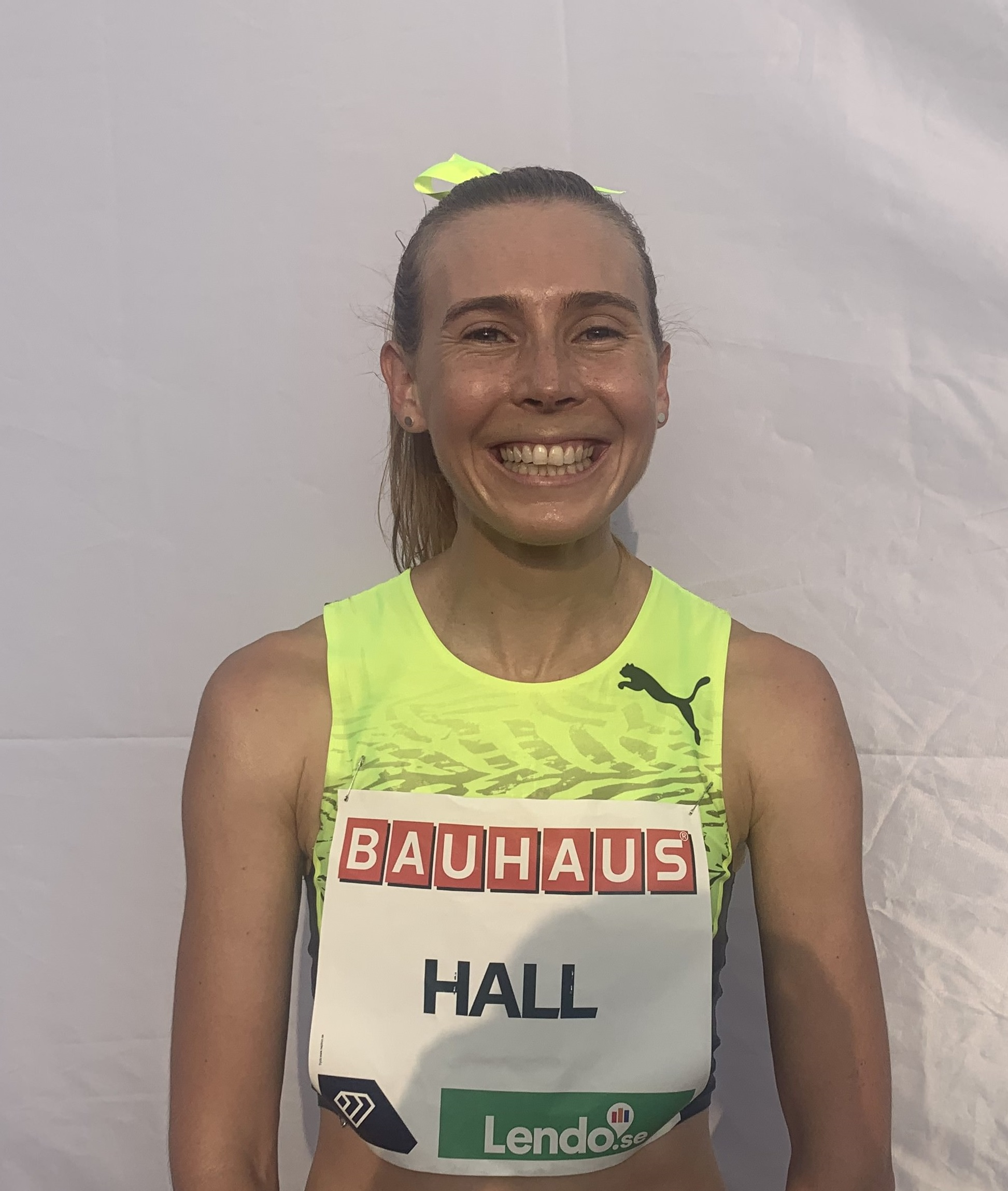
Linden Hall – Rang neun
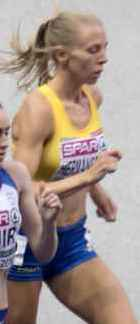
Hanna Hermansson – Rang zehn
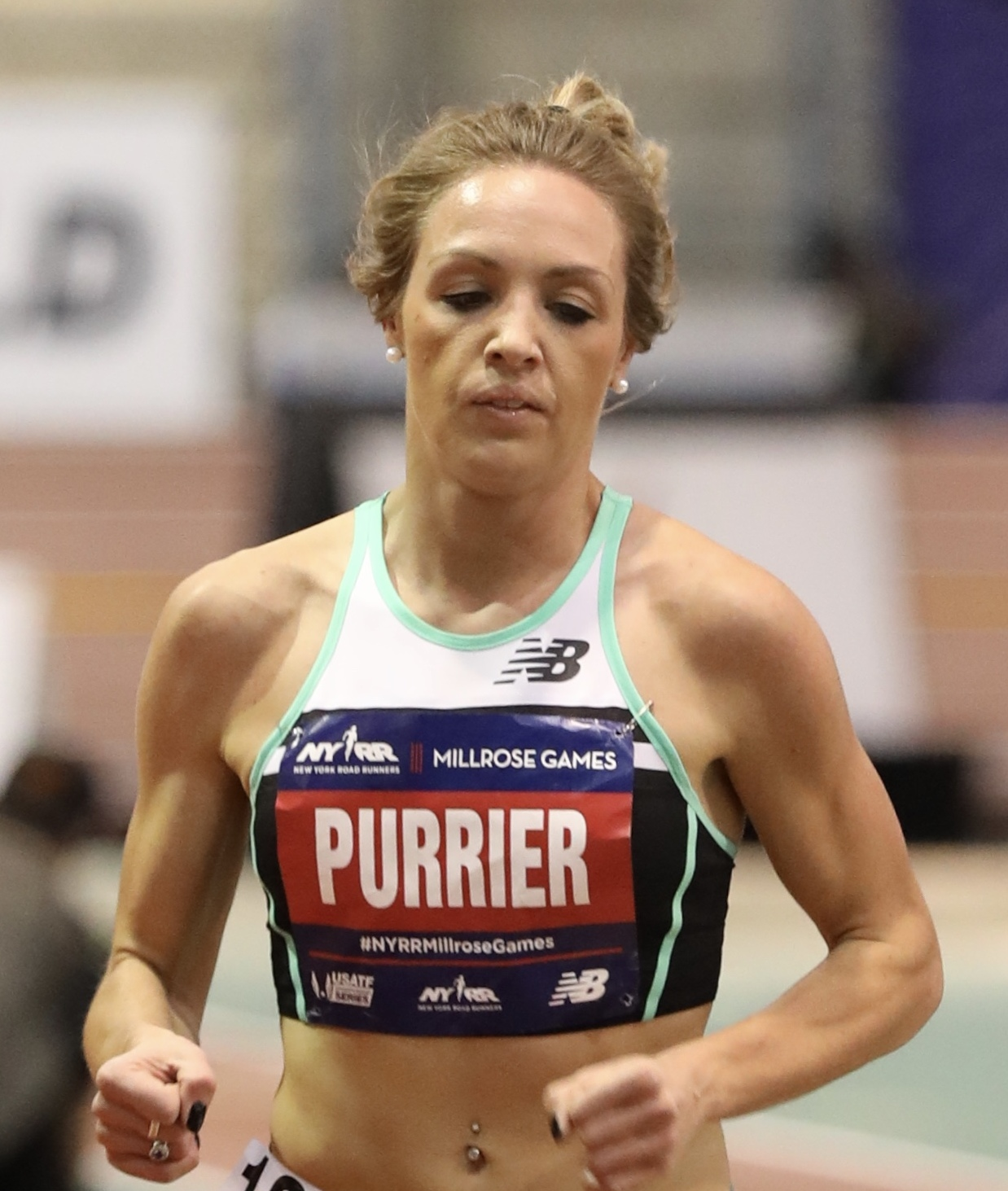
Elle Purrier St. Pierre – Rang elf
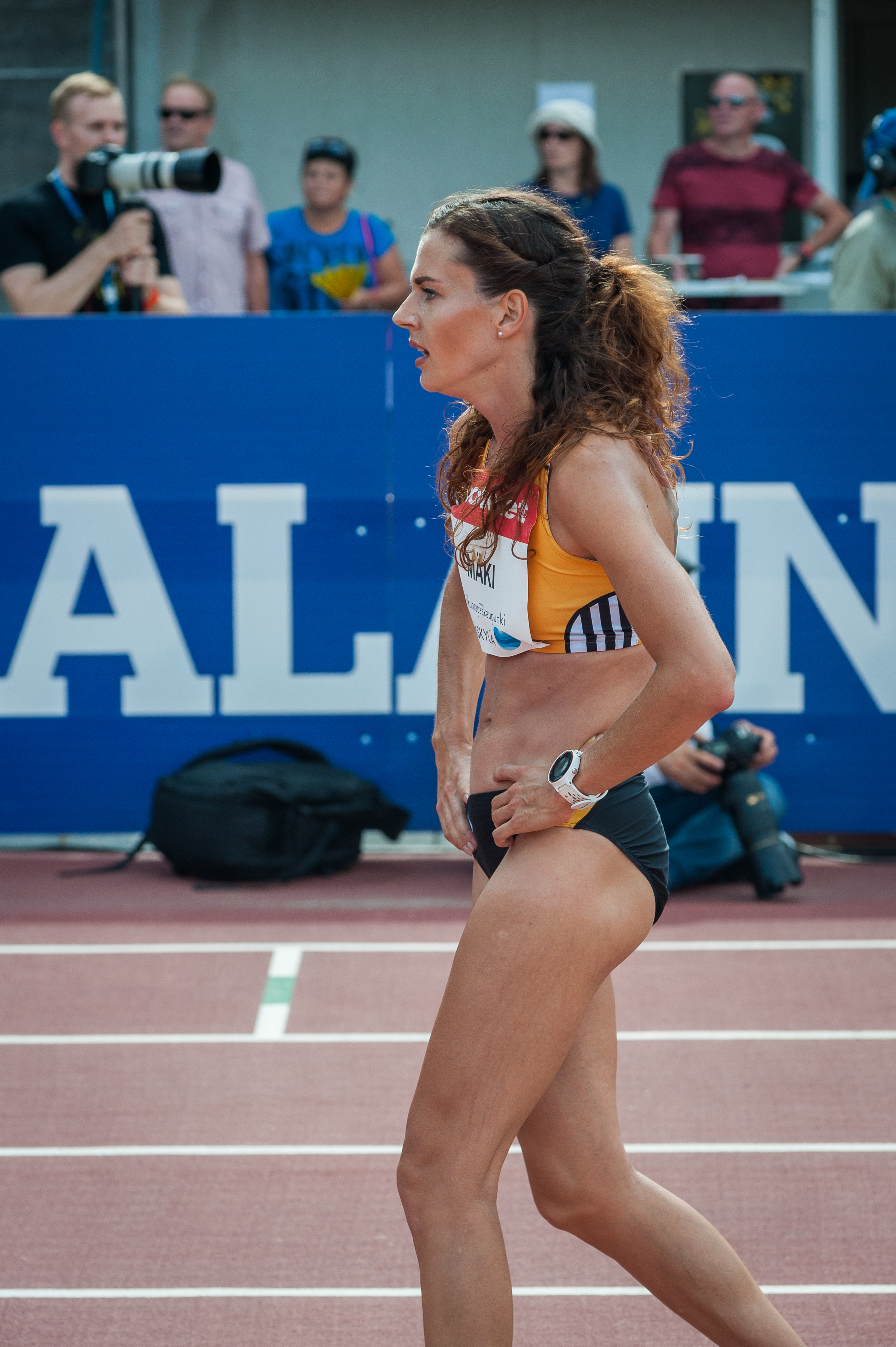
Kristiina Mäki – Rang zwölf

### Halbfinallauf 2

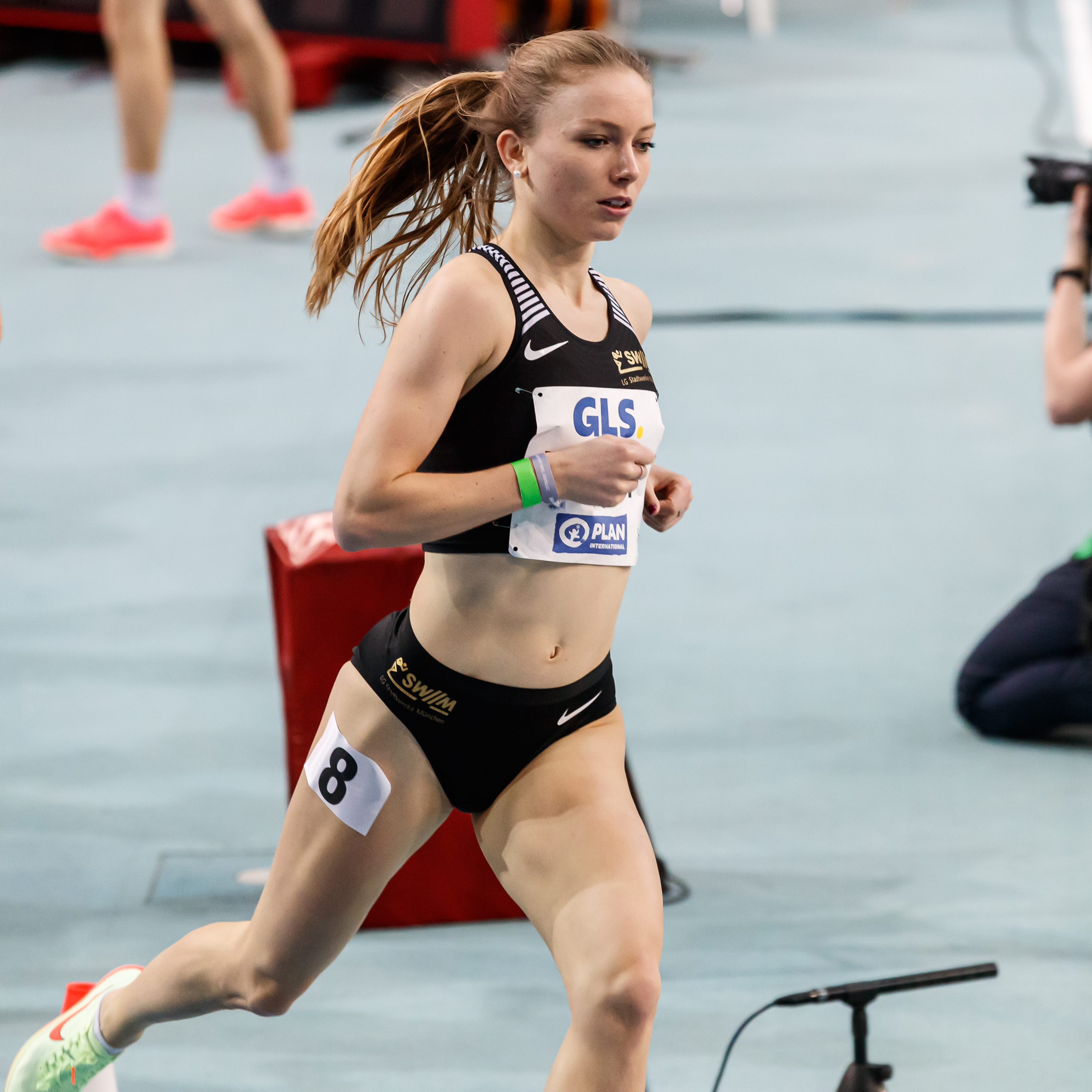
Katharina Trost – ausgeschieden als Siebte des zweiten Halbfinals
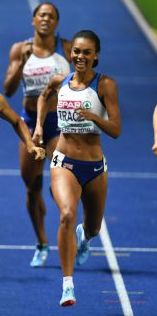
Adelle Tracey – ausgeschieden als Achte des zweiten Halbfinale
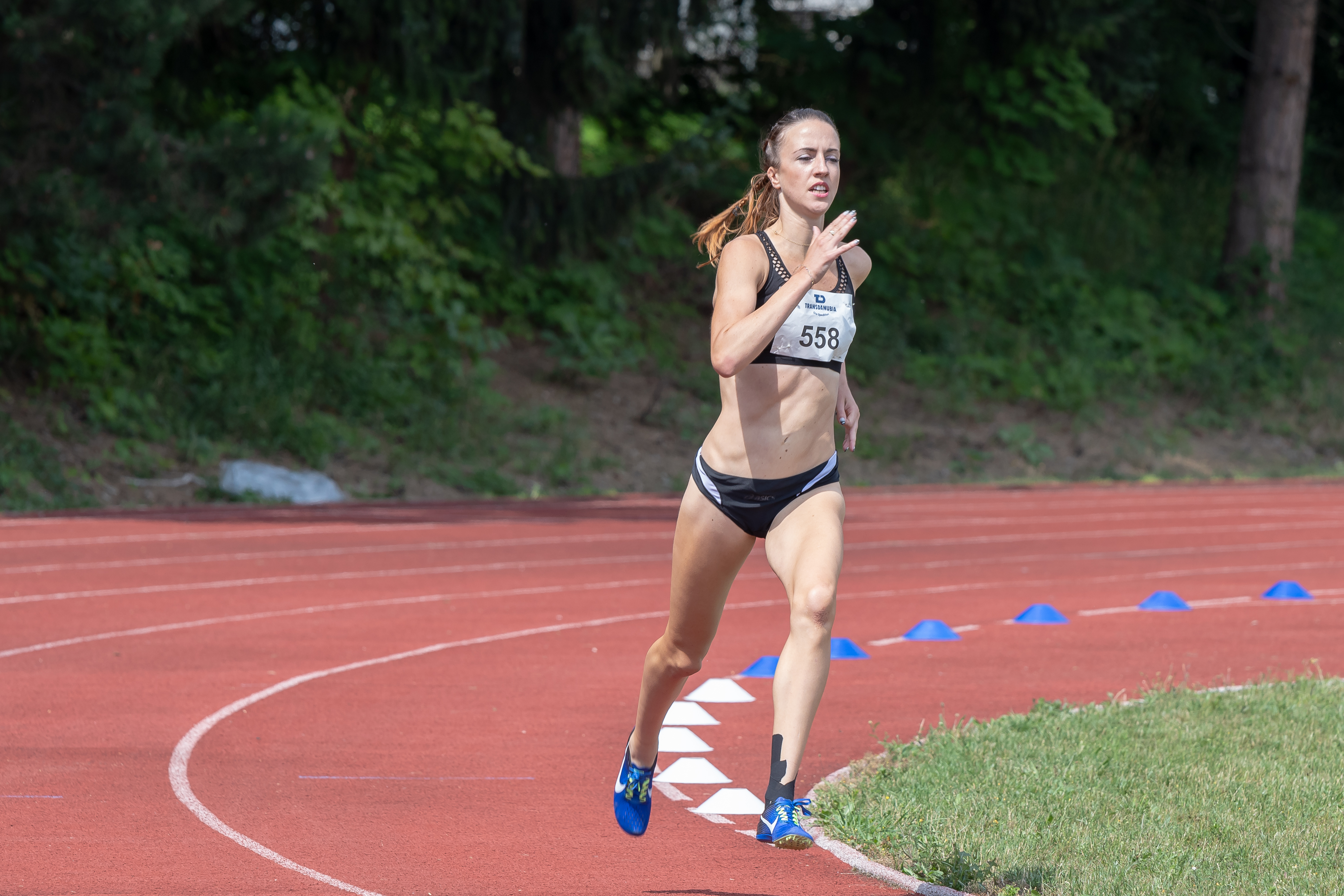
Diana Mezuliáníková – ausgeschieden als Neunte des zweiten Halbfinale

16. Juli 2022, 19:05 Uhr Ortszeit (17. Juli 2022, 4:05 Uhr MESZ)
| Platz | Name                | Nation         | Zeit (min)                                   |
| ----- | ------------------- | -------------- | -------------------------------------------- |
| 1     | Faith Kipyegon      | Kenia          | 4:03,98                                      |
| 2     | Hirut Meshesha      | Äthiopien      | 4:04,05                                      |
| 3     | Sinclaire Johnson   | USA            | 4:04,51                                      |
| 4     | Georgia Griffith    | Australien     | 4:05,16                                      |
| 5     | Sofia Ennaoui       | Polen          | 4:05,17                                      |
| 6     | Nozomi Tanaka       | Japan          | 4:05,79                                      |
| 7     | Katharina Trost     | Deutschland    | 4:05,85                                      |
| 8     | Adelle Tracey       | Jamaika        | 4:06,96                                      |
| 9     | Diana Mezuliáníková | Tschechien     | 4:07,62                                      |
| 10    | Katie Snowden       | Großbritannien | 4:08,29                                      |
| DNF   | Winnie Nanyondo     | Uganda         | nach Juryentscheid für das Finale zugelassen |
| DSQ   | Gaia Sabbatini      | Italien        | IWR 163, TR17.2.2 – Behinderung              |

## Finale

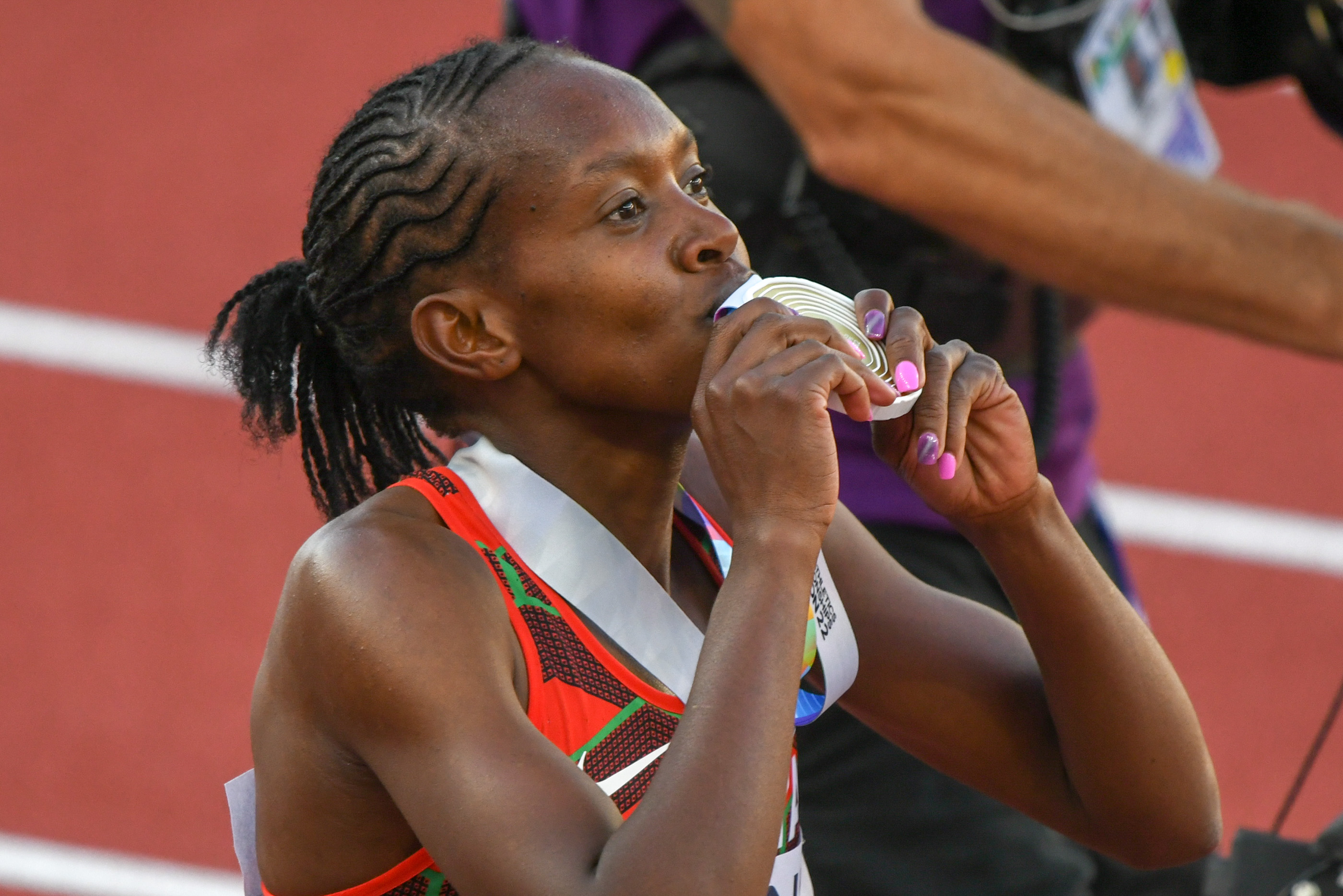
Zweiter WM-Titel für die zweifache Olympiasiegerin (2016/2021) Faith Kipyegon

18. Juli 2022, 19:50 Uhr Ortszeit (19. Juli 2022, 4:50 Uhr MESZ)
| Platz | Name              | Nation         | Zeit (min) |
| ----- | ----------------- | -------------- | ---------- |
| 1     | Faith Kipyegon    | Kenia          | 3:52,96    |
| 2     | Gudaf Tsegay      | Äthiopien      | 3:54,52    |
| 3     | Laura Muir        | Großbritannien | 3:55,28    |
| 4     | Freweyni Hailu    | Äthiopien      | 4:01,28    |
| 5     | Sofia Ennaoui     | Polen          | 4:01,43    |
| 6     | Sinclaire Johnson | USA            | 4:01,63    |
| 7     | Jessica Hull      | Australien     | 4:01,82    |
| 8     | Winnie Nanyondo   | Uganda         | 4:01,98    |
| 9     | Georgia Griffith  | Australien     | 4:03,26    |
| 10    | Cory McGee        | USA            | 4:03,70    |
| 11    | Marta Pérez       | Spanien        | 4:04,25    |
| 12    | Hirut Meshesha    | Äthiopien      | 4:05,86    |
| 13    | Winny Chebet      | Kenia          | 4:15,13    |

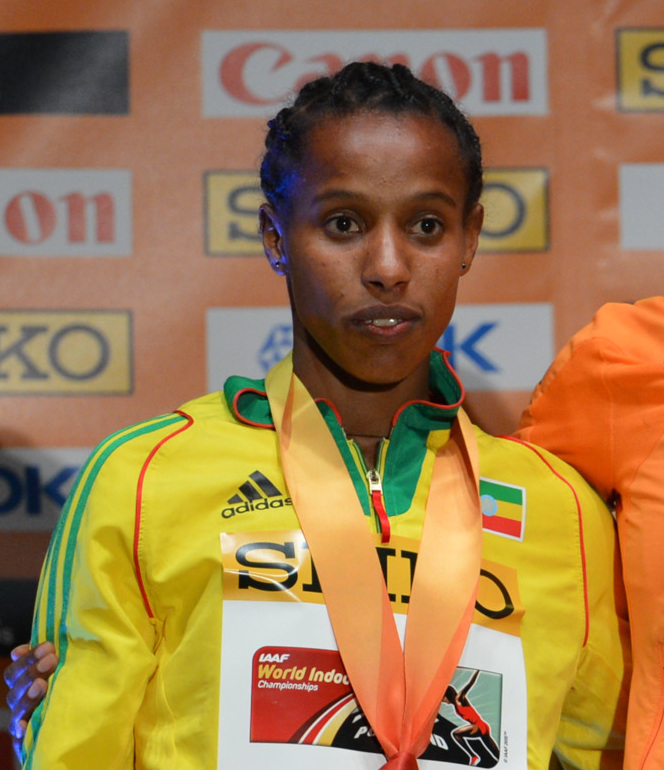
Vizeweltmeisterin Gudaf Tsegay gewann fünf Tage später Gold über 5000 Meter
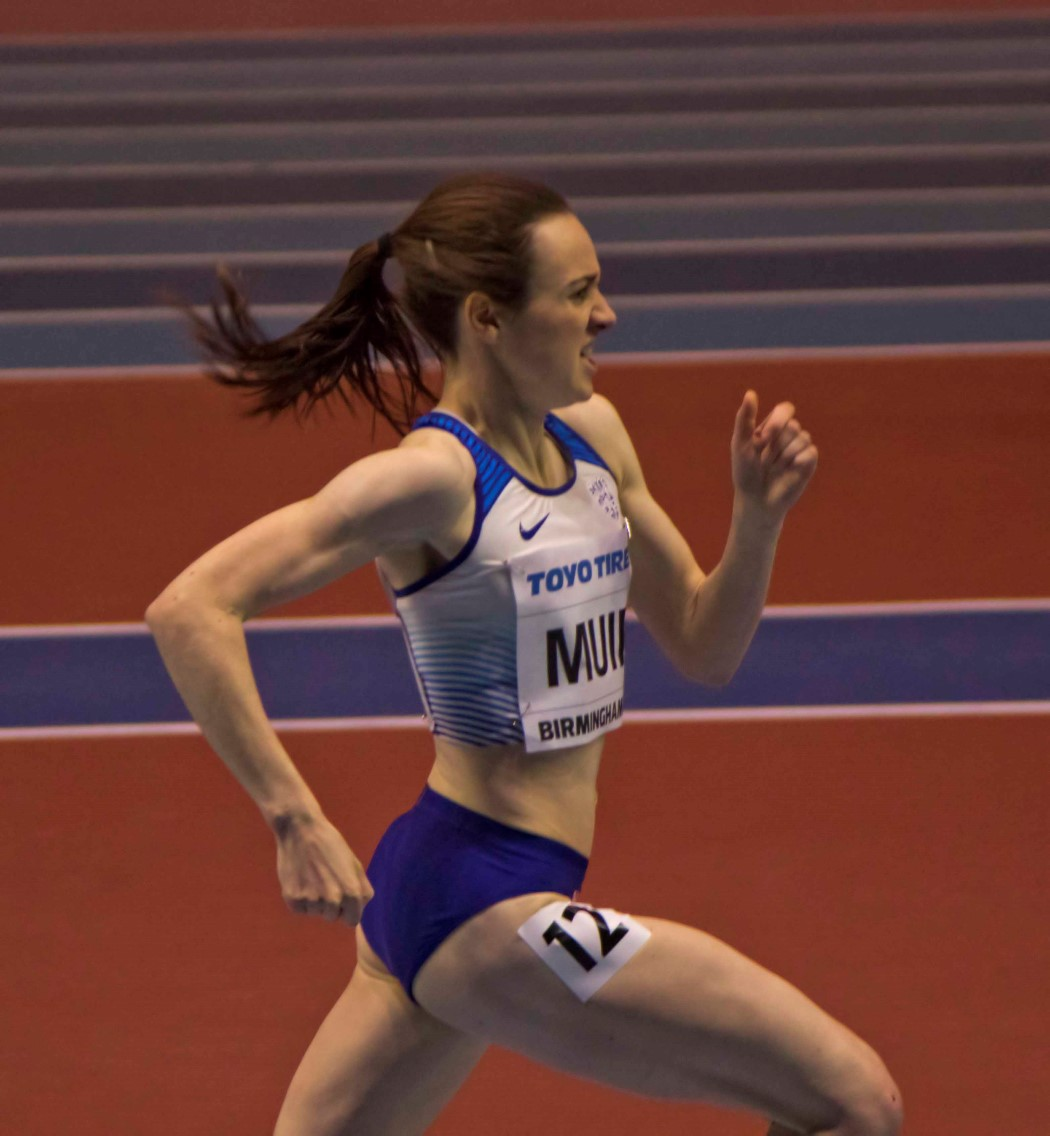
Bronze gab es für die amtierende Europameisterin Laura Muir
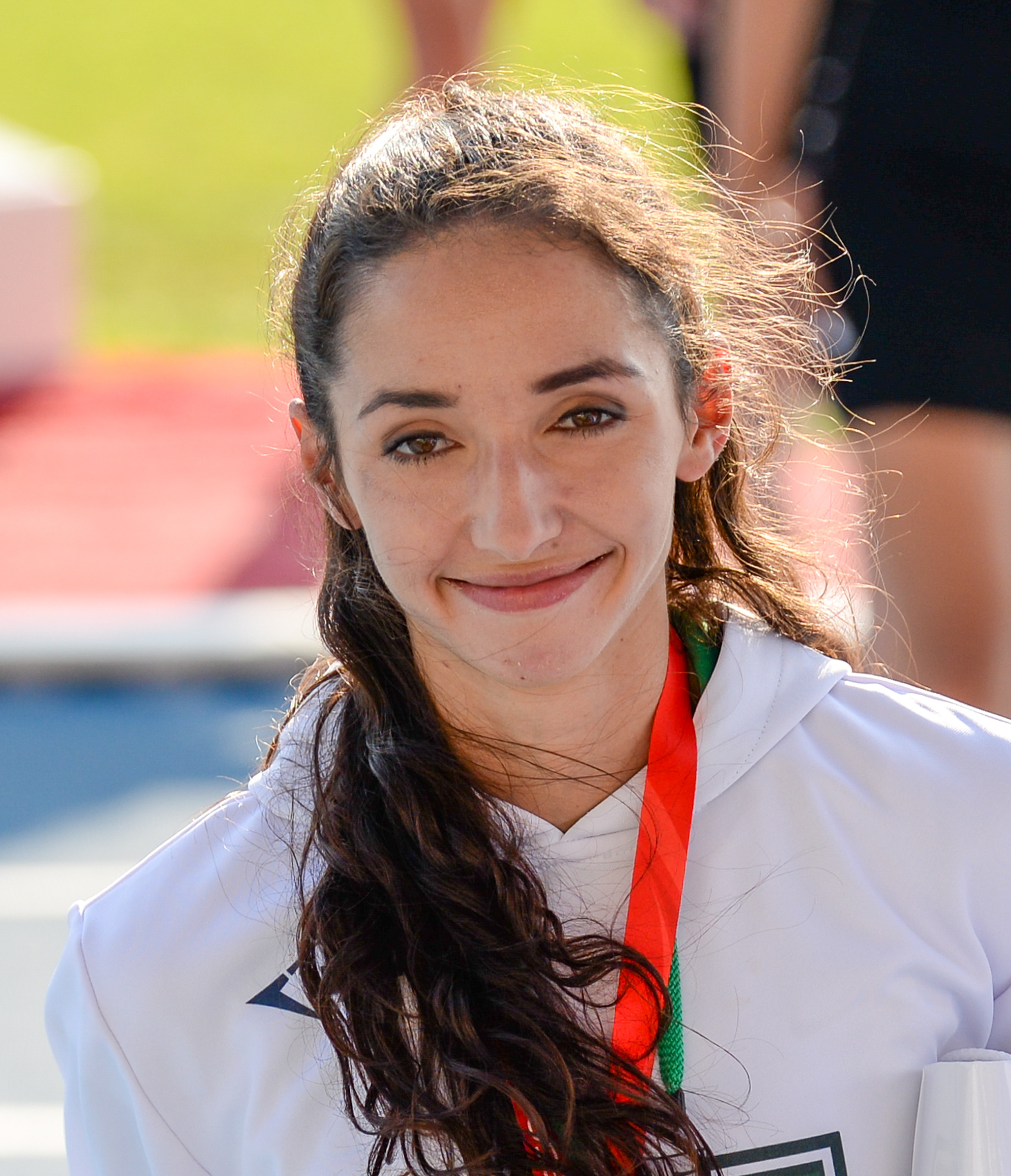
Sofia Ennaoui belegte Rang fünf
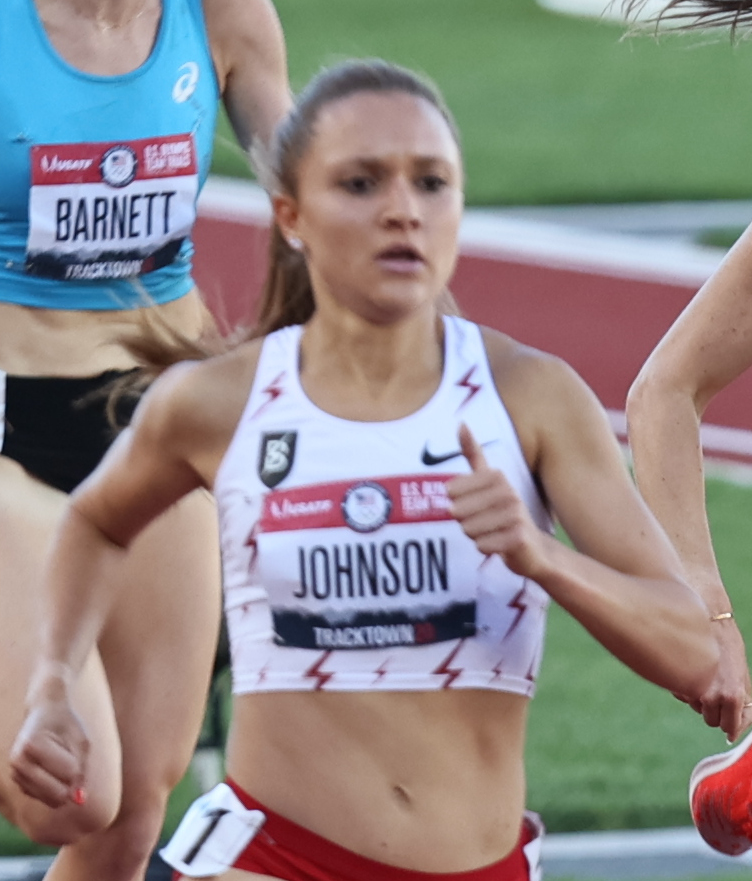
Die sechstplatzierte Sinclaire Johnson
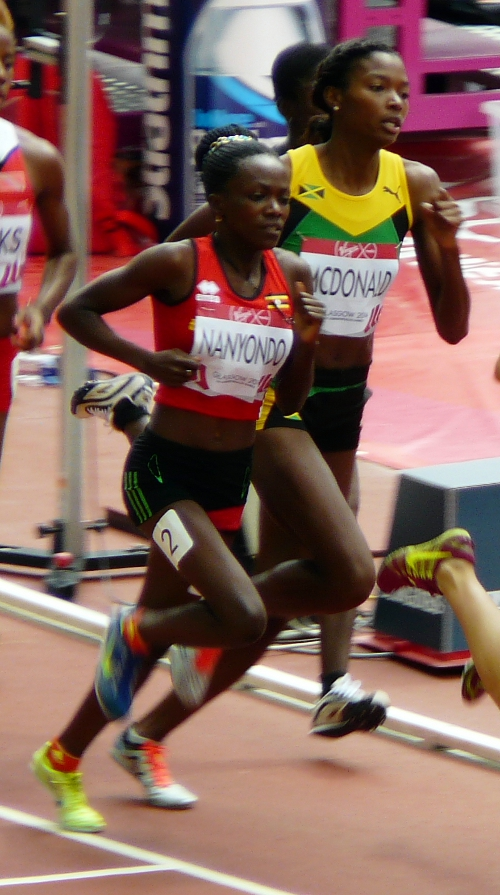
Winnie Nanyondo (links) wurde Achte
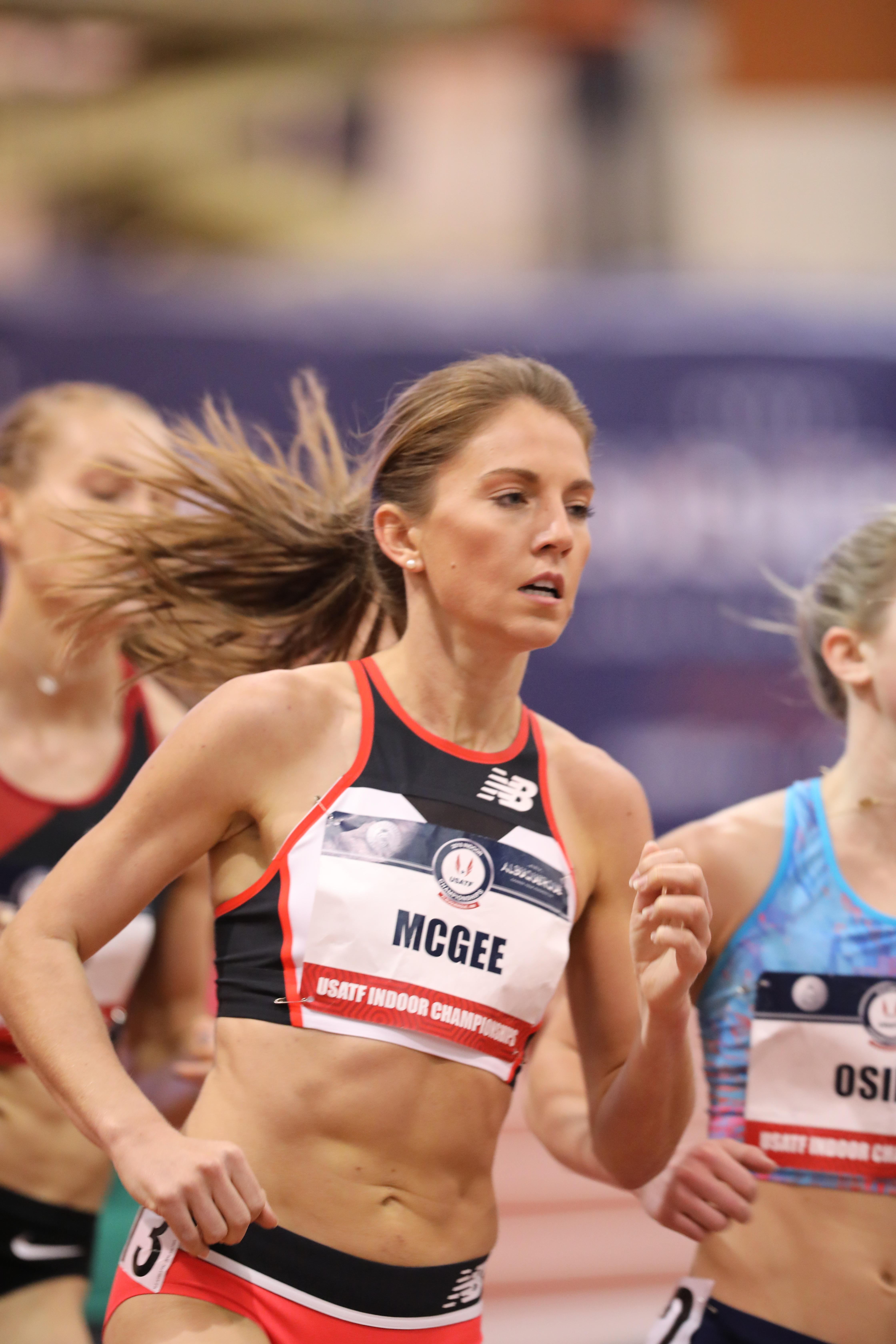
Cory McGee erreichte Platz zehn
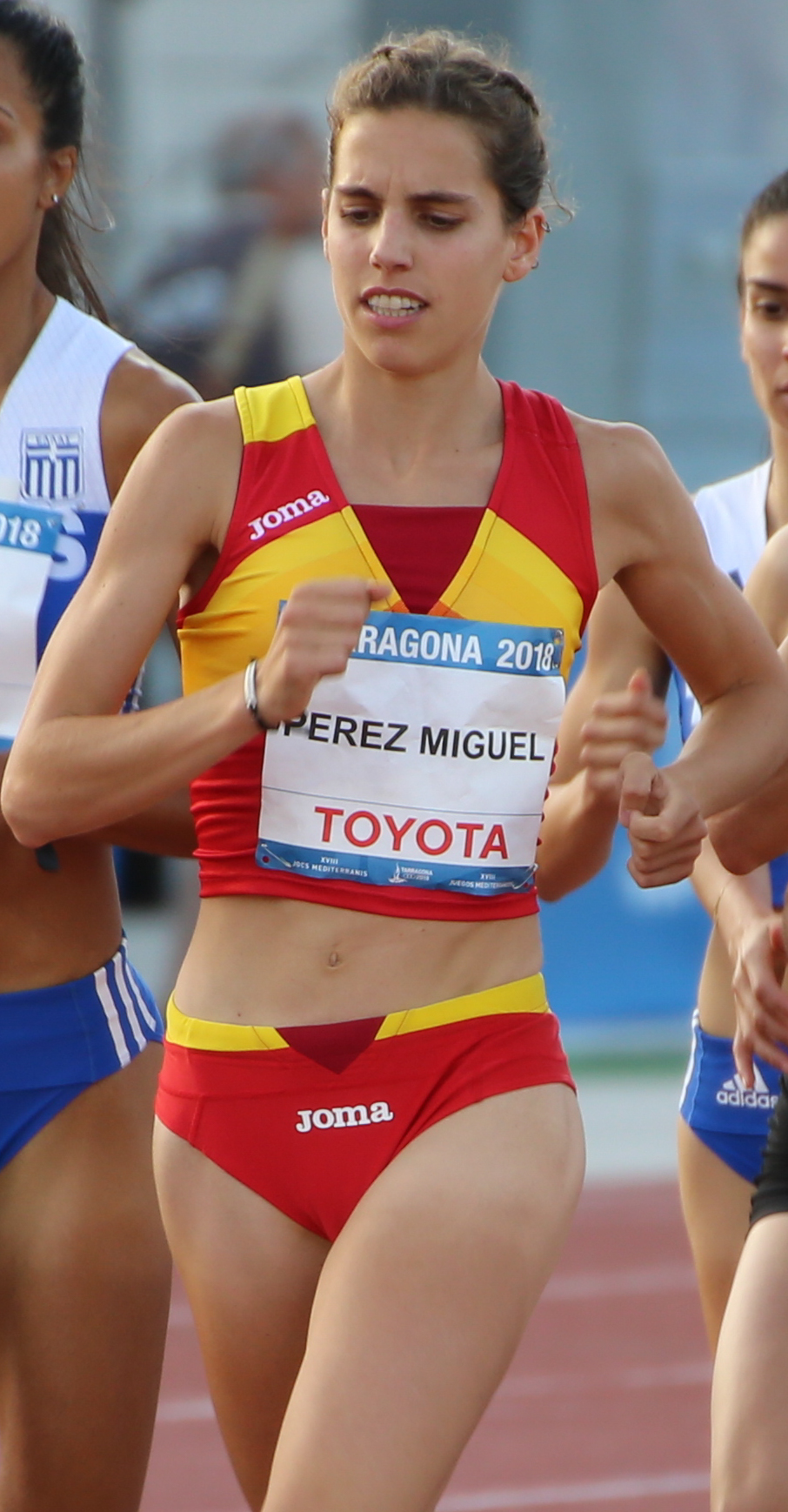
Rang elf für Marta Pérez
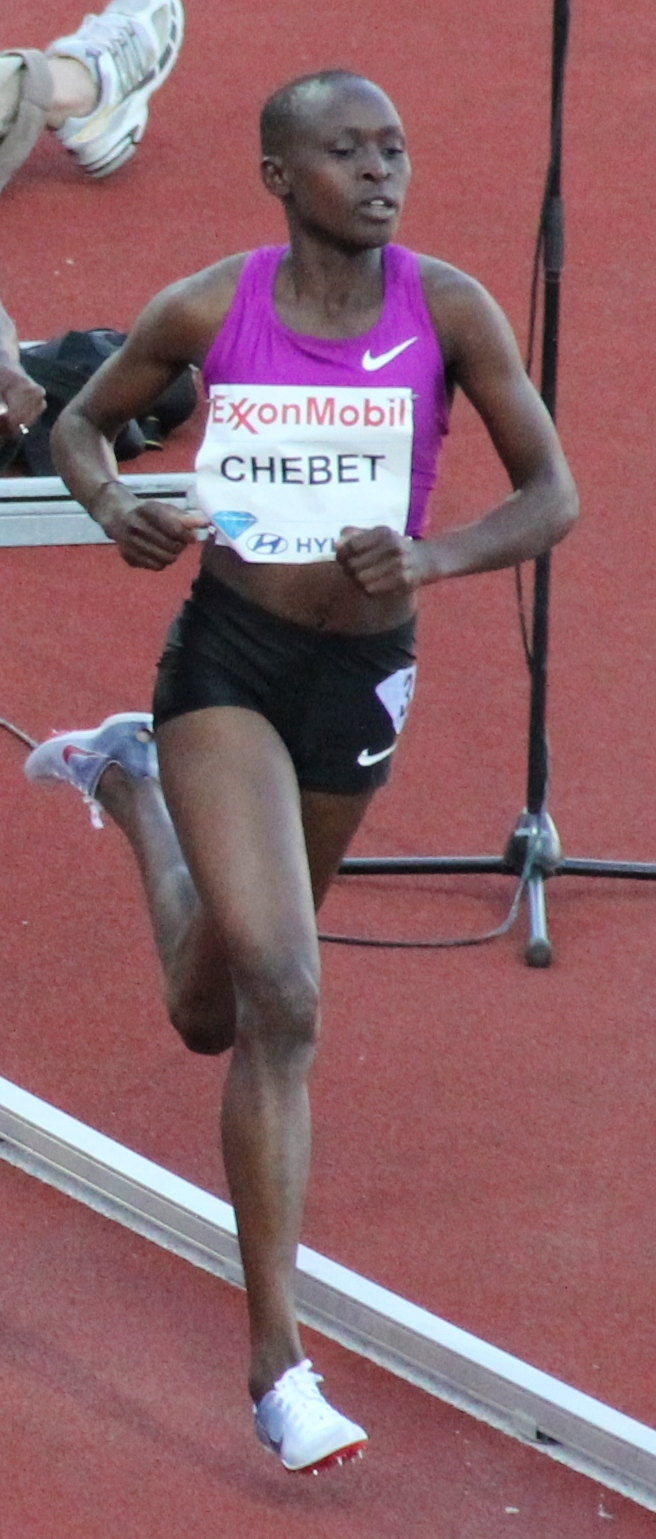
Winny Chebet – Platz zwölf

## Video
- Women’s 1500m final Gold Kenya, World Athletics Championship Oregon 2022, Faith Kipyegon, youtube.com, abgerufen am 19. August 2022